# Caproni Ca.40
Le Caproni Ca.40 est un bombardier triplan italien de la Première Guerre mondiale.

### Variantes
- Caproni Ca.42